# Großer Preis von Ungarn 2015
Der Große Preis von Ungarn 2015 (offiziell Formula 1 Pirelli Magyar Nagydíj 2015) fand am 26. Juli auf dem Hungaroring in Mogyoród statt und war das zehnte Rennen der Formel-1-Weltmeisterschaft 2015.

## Bericht

### Hintergründe
Nach dem Großen Preis von Großbritannien führte Lewis Hamilton in der Fahrerwertung mit 17 Punkten vor Nico Rosberg und mit 59 Punkten vor Sebastian Vettel. In der Konstrukteurswertung führte Mercedes mit 160 Punkten vor Ferrari und mit 220 Punkten vor Williams.
Am Wochenende vor dem Rennen verstarb Jules Bianchi, der nach einem Unfall beim Großen Preis von Japan 2014 im Koma lag. Kurz vor dem Start des Rennens hielten die Fahrer und Teams eine Schweigeminute in der Startaufstellung ab.
Beim Großen Preis von Ungarn stellte Pirelli den Fahrern die Reifenmischungen P Zero Medium (weiß) und P Zero Soft (gelb) sowie für Nässe Cinturato Intermediates (grün) und Cinturato Full-Wets (blau) zur Verfügung.
Im Vergleich zum Vorjahr gab es an einigen Stellen Modifikationen an der Strecke. Die Fangzäune außen am Ende der Start-Ziel-Gerade und zwischen den Kurven fünf und sechs wurden erneuert. Um ein Abheben der Fahrzeuge beim Überfahren der Randsteine am Scheitelpunkt von Kurve sechs zu verhindern, wurde hier der obere Teil der Curbs entfernt. In Kurve 14 wurden die Reifenstapel nun mit einer Plane aus Kunststoff abgedeckt.
Es gab zwei DRS-Zonen, die im Vergleich zum Vorjahr unverändert blieben. Zone eins befand sich auf der Start-Ziel-Geraden, der Messpunkt lag fünf Meter vor Beginn der Zielkurve. Die zweite DRS-Zone befand sich auf der Gegengeraden nach Kurve eins, einen eigenen Messpunkt für diese Zone gab es nicht. So konnte es vorkommen, dass nach einem Überholmanöver auf der Start-Ziel-Geraden der dann vorne liegende Pilot in der zweiten Zone das DRS erneut verwenden durfte.
Marcus Ericsson (fünf), Pastor Maldonado, Sergio Pérez (jeweils vier), Vettel (drei), Jenson Button, Romain Grosjean, Nico Hülkenberg, Roberto Merhi und Max Verstappen (jeweils zwei) gingen mit Strafpunkten ins Rennwochenende.
Mit Hamilton (viermal), Button (zweimal), Fernando Alonso, Kimi Räikkönen und Daniel Ricciardo (jeweils einmal) traten fünf ehemalige Sieger zu diesem Grand Prix an.
Als Rennkommissare fungierten Lajos Herczeg (HUN), Tim Mayer (USA), Lars Österlind (SWE) und Emanuele Pirro (ITA).
In der Woche vor dem Rennen gab es eine Verhandlung gegen das Lotus-Team vor einem britischen Gläubigergericht, da mehrere Zulieferfirmen, darunter Xtrac, auf die Zahlung offenstehender Rechnungen geklagt hatten. Xtrac hatte die Einleitung eines Insolvenzverfahrens beantragt, durch eine Zahlung konnte das Team eine Insolvenz abwenden. Da nach britischem Recht nur ein Gläubiger zur gleichen Zeit ein Insolvenzverfahren beantragen könne und die britischen Gerichte wegen der Ferienzeit keine Verhandlungen durchführen, sei man laut Aussagen des Teams bis September vor den Forderungen weiterer Gläubiger sicher. Lotus erhielt erst kurz vor Beginn des ersten freien Trainings die benötigten Reifen für das Rennwochenende, da Pirelli diese wegen eines Zahlungsrückstandes nicht freigeben wollte. Nach Darstellung des Teams gab es technische Probleme mit der Überweisung der Ratenzahlung für die Reifenrechnung.

### Training
Im ersten freien Training fuhr Hamilton mit einer Rundenzeit von 1:25,141 Minuten die Bestzeit vor Rosberg und Räikkönen. Das Training musste zweimal unterbrochen werden. Zuerst fuhr Pérez ausgangs von Kurve elf über die Randsteine, dabei brach seine hintere Radaufhängung und er drehte sich. Nachdem er in die Streckenbegrenzung geprallt war, überschlug sich das Fahrzeug und blieb auf dem Überrollbügel liegen. Wenige Minuten vor Ende des Trainings fuhr Räikkönen über die Curbs, dabei brach sein Frontflügel, die Trümmer sorgten zudem für einen Reifenschaden.
Im zweiten freien Training war Hamilton mit einer Rundenzeit von 1:23,949 Minuten erneut Schnellster vor Daniil Kwjat und Ricciardo. Force India trat bei diesem Training als Vorsichtsmaßnahme nicht an, da der Radaufhängungsbruch zunächst genauer untersucht werden solle. Ricciardo musste seinen Wagen kurz vor Ende des Trainings mit einem Motorschaden abstellen.
Im dritten freien Training fuhr Hamilton in 1:22,997 Minuten erneut die Bestzeit vor Rosberg und Vettel. Räikkönen musste zur Halbzeit des Trainings seinen Ferrari an der Box abstellen, nachdem er Flüssigkeit verloren hatte, die auf die Hinterräder gelangte. Bei einer Startübung am Ausgang der Boxengasse starb rund zwei Minuten vor Ende des Trainings Rosbergs Motor ab, das Training war damit für ihn beendet. Beide Force-India-Piloten nahmen wieder am Training teil, nachdem die Radaufhängungen über Nacht verstärkt wurden. Die in Silverstone durchgeführte Analyse des Aufhängungsbruchs bei Pérez hatte ergeben, dass dieser durch das ständige Überfahren der Curbs ausgelöst wurde.

### Qualifying

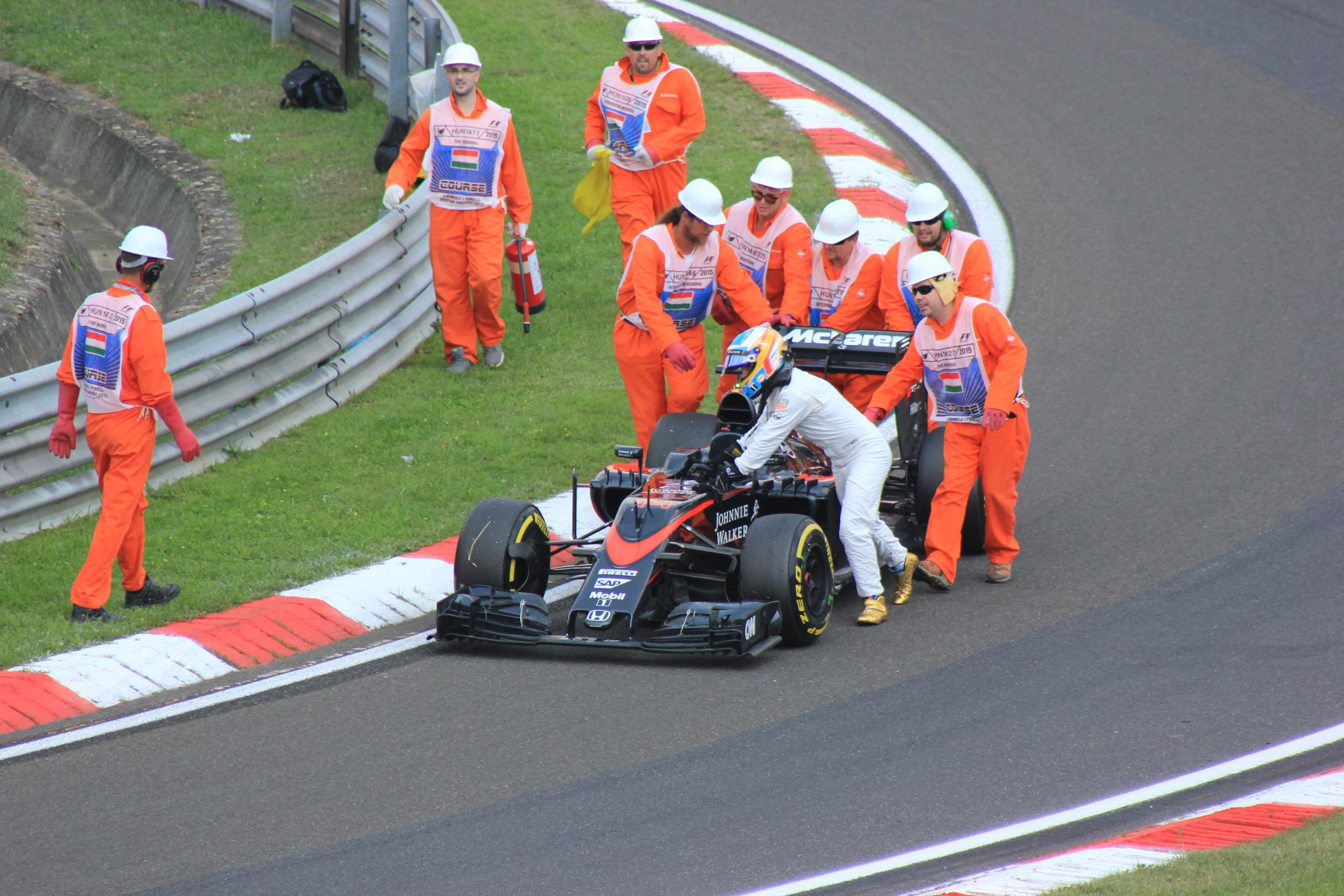
Alonso und eine Reihe von Sportwarten schieben den McLaren nach einem technischen Defekt in die Boxengasse zurück

Das Qualifying bestand aus drei Teilen mit einer Nettolaufzeit von 45 Minuten. Im ersten Qualifying-Segment (Q1) hatten die Fahrer 18 Minuten Zeit, um sich für das Rennen zu qualifizieren. Alle Fahrer, die im ersten Abschnitt eine Zeit erzielten, die maximal 107 Prozent der schnellsten Rundenzeit betrug, qualifizierten sich für den Grand Prix. Die besten 15 Fahrer erreichten den nächsten Teil. Hamilton war Schnellster. Die beiden Marussia- und Sauber-Piloten sowie Button schieden aus.
Der zweite Qualifyingabschnitt (Q2) dauerte 15 Minuten. Hamilton war erneut Schnellster. Alonso klagte in seiner ersten Runde über fehlende Motorleistung und blieb kurz vor der Boxeneinfahrt stehen, das Qualifying wurde daraufhin unterbrochen. Alonso schob mit Hilfe der Marshals sein Fahrzeug zurück in die Boxengasse, durfte aber anschließend nicht mehr am Qualifying teilnehmen. Er konnte aus diesem Grund keine Zeit setzen und schied genauso wie Maldonado, die Force-India-Piloten und Carlos Sainz jr. aus.
Der finale Abschnitt ging über eine Zeit von zwölf Minuten, in denen die ersten zehn Startpositionen vergeben wurden. Hamilton sicherte sich mit einer Zeit von 1:22,020 Minuten die Pole-Position vor Rosberg und Vettel. Hamilton errang damit seine neunte Pole-Position in dieser Saison und die fünfte in Folge.

### Rennen
Das Rennen war über 70 Runden geplant. Da Felipe Massa sich nach der Einführungsrunde nicht auf seiner Startposition befand, gab es eine zweite Einführungsrunde und die Renndistanz wurde auf 69 Runden verkürzt. Massa erhielt hierfür eine Fünf-Sekunden-Strafe, die er beim ersten Boxenstopp absitzen musste.
Beide Mercedes-Piloten starteten schlecht, so dass Vettel und Räikkönen in der ersten Kurve die Führung vor Rosberg und Hamilton übernahmen. Ricciardo verlor nach einer Berührung mit Valtteri Bottas in der ersten Kurve mehrere Positionen. Beim Angriff auf Rosberg kam Hamilton noch in der ersten Runde von der Strecke ab, musste durch das Kiesbett fahren und fiel auf Platz zehn zurück. Am Ende der ersten Runde führte Vettel vor Räikkönen, Rosberg, Bottas, Kwjat, Hülkenberg, Ricciardo, Pérez, Massa und Hamilton.
Vettel konnte die Führung vor Räikkönen und Rosberg behaupten, die Abstände zwischen den Fahrern stiegen auf mehrere Sekunden an. Ricciardo ging nacheinander an Hülkenberg und Kwjat vorbei, Hamilton überholte Massa und Pérez. Bei den ersten Boxenstopps wechselten Rosberg und Ricciardo auf die härtere Reifenmischung, die Ferrari-Piloten und Hamilton wechselten erneut auf die weichere Reifenmischung. Grosjean wurde nach seinem Stopp wieder auf die Strecke geschickt, obwohl ein anderes Fahrzeug gerade die Lotus-Box passierte. Grosjean erhielt hierfür eine Fünf-Sekunden-Strafe sowie zwei Strafpunkte.
Maldonado und Pérez kollidierten am Ausgang der ersten Kurve, Pérez drehte sich, konnte aber weiterfahren. Maldonado wurde für das Verursachen dieser Kollision mit einer Durchfahrtstrafe und zwei Strafpunkten bestraft. Hamilton schloss auf Ricciardo auf, schaffte es aber erst nach einigen Runden, ihn zu überholen. Vettel und Räikkönen bauten an der Spitze des Feldes ihren Vorsprung auf Rosberg kontinuierlich aus. Hamilton gelang es in den folgenden Runden, den Rückstand auf Rosberg von 15 Sekunden auf rund fünf Sekunden zu verringern.
In Runde 41 meldete Räikkönen per Funk Leistungsverlust an die Box, das Team bestätigte ihm, dass die MGU-K nicht mehr funktionierte. Alonso gelang es nach seiner Überrundung durch Räikkönen, sich zurückzurunden. Zwei Runden später verlor Hülkenberg auf der Start-Ziel-Geraden seinen Frontflügel, den er anschließend überfuhr. Dieser zerbrach dabei in viele Teile, Hülkenberg fuhr am Ende der Geraden mit blockierenden Vorderrädern geradeaus und schlug in die Reifenstapel ein. Nachdem zunächst das virtuelle Safety-Car aktiviert wurde, kam zur Bergung der vielen Trümmer das Safety-Car auf die Strecke. Dieses führte die Fahrer durch die Boxengasse, damit die Marshals die Strecke säubern konnten. Alle Piloten nutzen diese Gelegenheit zum Reifenwechsel. Vettel führte vor Räikkönen, Rosberg, Hamilton, Ricciardo, Kwjat, Bottas, Verstappen, Alonso und Button.
Beim Restart in Runde 49 ging Rosberg an Räikkönen vorbei. Ricciardo überholte Hamilton auf der Außenseite, dabei verbremste sich Hamilton und kollidierte mit Ricciardo. Hamilton beschädigte sich seinen Frontflügel und fiel mehrere Positionen zurück. Kwjat verließ in Kurve sechs die Strecke, als er Hamilton überholte. Dahinter kollidierten Bottas und Verstappen, dabei erlitt Bottas einen Reifenschaden. Hamilton musste seinen Frontflügel an der Box wechseln lassen, wechselte erneut auf die weichere Reifenmischung und fiel auf Platz 13 zurück. Zusätzlich erhielt er eine Durchfahrtstrafe und zwei Strafpunkte für das Verursachen der Kollision mit Ricciardo, auch Verstappen erhielt eine Durchfahrtstrafe und drei Strafpunkte für das zu schnelle Fahren hinter dem Safety Car. Maldonado erhielt ebenfalls eine Durchfahrtstrafe, da er zu schnell in der Boxengasse gefahren war. Räikkönen war ebenfalls zu schnell in der Boxengasse unterwegs, dabei jedoch deutlich langsamer als Maldonado gewesen und erhielt eine Fünf-Sekunden-Zeitstrafe.
Ricciardo überholte Räikkönen und verringerte den Rückstand auf Vettel und Rosberg, alle drei Fahrer waren durch weniger als zwei Sekunden voneinander getrennt. Auch Kwjat auf Rang vier gelang es, auf die Fahrer an der Spitze aufzuholen. Räikkönen ging in die Box, wo er seinen Motor abschaltete und dieser neu gestartet wurde. Er fuhr anschließend noch drei Runden und gab das Rennen dann auf. Hamilton fuhr unterdessen die schnellsten Runden im Feld und überholte mehrere Piloten, so dass er bereits wieder in den Top 10 lag. Sainz jr. gab das Rennen mit einem technischen Defekt zu diesem Zeitpunkt auf.
Beim Angriff auf Rosberg verbremste sich Ricciardo in der ersten Kurve. Rosberg ging wieder an ihm vorbei, dabei berührten sich die Fahrzeuge und Rosberg erlitt einen Reifenschaden. In langsamer Fahrt fuhr er zurück an die Box und fiel auf Rang neun zurück. Auch Ricciardo ließ den beschädigten Frontflügel an der Box wechseln, er musste lediglich Kwjat passieren lassen und lag nun auf dem dritten Platz. Kwjat erhielt eine Zehn-Sekunden-Zeitstrafe und zwei Strafpunkte für das Verlassen der Strecke beim Überholmanöver gegen Hamilton. Auch Maldonado erhielt eine Zehn-Sekunden-Zeitstrafe, da er am Ende der Safety-Car-Phase zu früh Will Stevens überholt hatte.
Vettel gewann das Rennen vor Kwjat und Ricciardo. Es war der zweite Saisonsieg für Vettel und einen Nicht-Mercedes-Piloten, für Kwjat der erste Podestplatz seiner Karriere. Ricciardo stand als Dritter erstmals seit dem Großen Preis der USA 2014 wieder auf dem Podest. Mit seinem insgesamt 41. Sieg in der Formel-1-Weltmeisterschaft zog Vettel in der ewigen Bestenliste mit Ayrton Senna gleich und war nun Dritter hinter Alain Prost (51 Siege) und Michael Schumacher (91 Siege). Es war zudem das erste Rennen ohne Mercedes-Piloten auf dem Podest seit dem Großen Preis von Brasilien 2013. Die Top 10 komplettierten Verstappen, Alonso, Hamilton, Grosjean, Rosberg, Button und Ericsson. Für Verstappen war es das beste Ergebnis seiner bisherigen Karriere, für Alonso und McLaren das beste Ergebnis der Saison.
In der Fahrer- und der Konstrukteurs-Wertung blieben die ersten drei Positionen unverändert.

## Meldeliste
| Team                          | Nr. | Fahrer           | Chassis                | Motor                       | Reifen |
| ----------------------------- | --- | ---------------- | ---------------------- | --------------------------- | ------ |
| Mercedes AMG Petronas F1 Team | 44  | Lewis Hamilton   | Mercedes F1 W06 Hybrid | Mercedes-Benz PU106B Hybrid | P      |
| Mercedes AMG Petronas F1 Team | 06  | Nico Rosberg     | Mercedes F1 W06 Hybrid | Mercedes-Benz PU106B Hybrid | P      |
| Infiniti Red Bull Racing      | 03  | Daniel Ricciardo | Red Bull RB11          | Renault Energy F1 2015      | P      |
| Infiniti Red Bull Racing      | 26  | Daniil Kwjat     | Red Bull RB11          | Renault Energy F1 2015      | P      |
| Williams Martini Racing       | 19  | Felipe Massa     | Williams FW37          | Mercedes-Benz PU106B Hybrid | P      |
| Williams Martini Racing       | 77  | Valtteri Bottas  | Williams FW37          | Mercedes-Benz PU106B Hybrid | P      |
| Scuderia Ferrari              | 05  | Sebastian Vettel | Ferrari SF15-T         | Ferrari 059/4               | P      |
| Scuderia Ferrari              | 07  | Kimi Räikkönen   | Ferrari SF15-T         | Ferrari 059/4               | P      |
| McLaren Honda                 | 14  | Fernando Alonso  | McLaren MP4-30         | Honda RA615H                | P      |
| McLaren Honda                 | 22  | Jenson Button    | McLaren MP4-30         | Honda RA615H                | P      |
| Sahara Force India F1 Team    | 27  | Nico Hülkenberg  | Force India VJM08      | Mercedes-Benz PU106B Hybrid | P      |
| Sahara Force India F1 Team    | 11  | Sergio Pérez     | Force India VJM08      | Mercedes-Benz PU106B Hybrid | P      |
| Scuderia Toro Rosso           | 33  | Max Verstappen   | Toro Rosso STR10       | Renault Energy F1 2015      | P      |
| Scuderia Toro Rosso           | 55  | Carlos Sainz jr. | Toro Rosso STR10       | Renault Energy F1 2015      | P      |
| Lotus F1 Team                 | 08  | Romain Grosjean  | Lotus E23 Hybrid       | Mercedes-Benz PU106B Hybrid | P      |
| Lotus F1 Team                 | 13  | Pastor Maldonado | Lotus E23 Hybrid       | Mercedes-Benz PU106B Hybrid | P      |
| Lotus F1 Team                 | 30  | Jolyon Palmer    | Lotus E23 Hybrid       | Mercedes-Benz PU106B Hybrid | P      |
| Manor Marussia F1 Team        | 28  | Will Stevens     | Marussia MR03          | Ferrari 059/3               | P      |
| Manor Marussia F1 Team        | 98  | Roberto Merhi    | Marussia MR03          | Ferrari 059/3               | P      |
| Manor Marussia F1 Team        | 42  | Fabio Leimer     | Marussia MR03          | Ferrari 059/3               | P      |
| Sauber F1 Team                | 09  | Marcus Ericsson  | Sauber C34             | Ferrari 059/4               | P      |
| Sauber F1 Team                | 12  | Felipe Nasr      | Sauber C34             | Ferrari 059/4               | P      |

Anmerkungen
1. 1 2  Der Lotus mit der Startnummer 30 wurde im ersten freien Training für Palmer eingesetzt. Grosjean übernahm das Fahrzeug anschließend für das restliche Rennwochenende mit seiner Startnummer 8.
2. 1 2  Der Manor Marussia mit der Startnummer 42 wurde im ersten freien Training für Leimer eingesetzt. Merhi übernahm das Fahrzeug anschließend für das restliche Rennwochenende mit seiner Startnummer 98.

## Klassifikationen

### Qualifying
| Pos.                                                                      | Fahrer           | Konstrukteur         | Q1       | Q2         | Q3         | Start |
| ------------------------------------------------------------------------- | ---------------- | -------------------- | -------- | ---------- | ---------- | ----- |
| 01                                                                        | Lewis Hamilton   | Mercedes             | 1:22,890 | 1:22,285   | 1:22,020   | 01    |
| 02                                                                        | Nico Rosberg     | Mercedes             | 1:22,979 | 1:22,775   | 1:22,595   | 02    |
| 03                                                                        | Sebastian Vettel | Ferrari              | 1:23,312 | 1:23,168   | 1:22,739   | 03    |
| 04                                                                        | Daniel Ricciardo | Red Bull-Renault     | 1:24,408 | 1:23,230   | 1:23,018   | 04    |
| 05                                                                        | Kimi Räikkönen   | Ferrari              | 1:23,596 | 1:23,460   | 1:23,020   | 05    |
| 06                                                                        | Valtteri Bottas  | Williams-Mercedes    | 1:23,649 | 1:23,555   | 1:23,222   | 06    |
| 07                                                                        | Daniil Kwjat     | Red Bull-Renault     | 1:23,587 | 1:23,597   | 1:23,520   | 07    |
| 08                                                                        | Felipe Massa     | Williams-Mercedes    | 1:23,895 | 1:23,598   | 1:23,819   | 08    |
| 09                                                                        | Romain Grosjean  | Lotus-Mercedes       | 1:24,242 | 1:23,805   | 1:25,125   | 09    |
| 10                                                                        | Max Verstappen   | Toro Rosso-Renault   | 1:24,032 | 1:23,781   | keine Zeit | 10    |
| 11                                                                        | Nico Hülkenberg  | Force India-Mercedes | 1:24,115 | 1:23,826   | –          | 11    |
| 12                                                                        | Carlos Sainz jr. | Toro Rosso-Renault   | 1:24,623 | 1:23,869   | –          | 12    |
| 13                                                                        | Sergio Pérez     | Force India-Mercedes | 1:24,444 | 1:24,461   | –          | 13    |
| 14                                                                        | Pastor Maldonado | Lotus-Mercedes       | 1:23,895 | 1:24,609   | –          | 14    |
| 15                                                                        | Fernando Alonso  | McLaren-Honda        | 1:24,563 | keine Zeit | –          | 15    |
| 16                                                                        | Jenson Button    | McLaren-Honda        | 1:24,739 | –          | –          | 16    |
| 17                                                                        | Marcus Ericsson  | Sauber-Ferrari       | 1:24,843 | –          | –          | 17    |
| 18                                                                        | Felipe Nasr      | Sauber-Ferrari       | 1:24,997 | –          | –          | 18    |
| 19                                                                        | Roberto Merhi    | Marussia-Ferrari     | 1:27,416 | –          | –          | 19    |
| 20                                                                        | Will Stevens     | Marussia-Ferrari     | 1:27,949 | –          | –          | 20    |
| 107-Prozent-Zeit: 1:28,692 min (bezogen auf Q1-Bestzeit von 1:22,890 min) |                  |                      |          |            |            |       |

### Rennen
| Pos. | Fahrer           | Konstrukteur         | Runden | Stopps | Zeit        | Start | Schnellste Runde |
| ---- | ---------------- | -------------------- | ------ | ------ | ----------- | ----- | ---------------- |
| 01   | Sebastian Vettel | Ferrari              | 69     | 2      | 1:46:09,985 | 03    | 1:26,772 (63.)   |
| 02   | Daniil Kwjat     | Red Bull-Renault     | 69     | 2      | + 15,748    | 07    | 1:26,519 (57.)   |
| 03   | Daniel Ricciardo | Red Bull-Renault     | 69     | 3      | + 25,084    | 04    | 1:24,821 (68.)   |
| 04   | Max Verstappen   | Toro Rosso-Renault   | 69     | 3      | + 44,251    | 10    | 1:27,650 (62.)   |
| 05   | Fernando Alonso  | McLaren-Honda        | 69     | 2      | + 49,079    | 15    | 1:27,311 (67.)   |
| 06   | Lewis Hamilton   | Mercedes             | 69     | 4      | + 52,025    | 01    | 1:25,727 (68.)   |
| 07   | Romain Grosjean  | Lotus-Mercedes       | 69     | 3      | + 58,578    | 09    | 1:28,080 (60.)   |
| 08   | Nico Rosberg     | Mercedes             | 69     | 3      | + 58,876    | 02    | 1:25,149 (68.)   |
| 09   | Jenson Button    | McLaren-Honda        | 69     | 2      | + 1:07,028  | 16    | 1:28,535 (65.)   |
| 10   | Marcus Ericsson  | Sauber-Ferrari       | 69     | 3      | + 1:09,130  | 17    | 1:28,004 (60.)   |
| 11   | Felipe Nasr      | Sauber-Ferrari       | 69     | 3      | + 1:13,458  | 18    | 1:28,268 (51.)   |
| 12   | Felipe Massa     | Williams-Mercedes    | 69     | 3      | + 1:14,278  | 08    | 1:26,864 (59.)   |
| 13   | Valtteri Bottas  | Williams-Mercedes    | 69     | 3      | + 1:20,228  | 06    | 1:27,058 (51.)   |
| 14   | Pastor Maldonado | Lotus-Mercedes       | 69     | 4      | + 1:25,142  | 14    | 1:27,130 (62.)   |
| 15   | Roberto Merhi    | Marussia-Ferrari     | 67     | 3      | + 2 Runden  | 19    | 1:29,868 (59.)   |
| 16   | Will Stevens     | Marussia-Ferrari     | 65     | 3      | DNF         | 20    | 1:29,543 (56.)   |
| –    | Carlos Sainz jr. | Toro Rosso-Renault   | 60     | 2      | DNF         | 12    | 1:28,611 (38.)   |
| –    | Kimi Räikkönen   | Ferrari              | 55     | 3      | DNF         | 05    | 1:26,954 (24.)   |
| –    | Sergio Pérez     | Force India-Mercedes | 53     | 4      | DNF         | 13    | 1:28,499 (51.)   |
| –    | Nico Hülkenberg  | Force India-Mercedes | 51     | 2      | DNF         | 11    | 1:28,074 (38.)   |

## WM-Stände nach dem Rennen
Die ersten zehn des Rennens bekamen 25, 18, 15, 12, 10, 8, 6, 4, 2 bzw. 1 Punkt(e).

### Fahrerwertung
| Pos. | Fahrer           | Konstrukteur         | Punkte |
| ---- | ---------------- | -------------------- | ------ |
| 01   | Lewis Hamilton   | Mercedes             | 202    |
| 02   | Nico Rosberg     | Mercedes             | 181    |
| 03   | Sebastian Vettel | Ferrari              | 160    |
| 04   | Valtteri Bottas  | Williams-Mercedes    | 77     |
| 05   | Kimi Räikkönen   | Ferrari              | 76     |
| 06   | Felipe Massa     | Williams-Mercedes    | 74     |
| 07   | Daniel Ricciardo | Red Bull-Renault     | 51     |
| 08   | Daniil Kwjat     | Red Bull-Renault     | 45     |
| 09   | Nico Hülkenberg  | Force India-Mercedes | 24     |
| 10   | Romain Grosjean  | Lotus-Mercedes       | 23     |
| 11   | Max Verstappen   | Toro Rosso-Renault   | 22     |

| Pos. | Fahrer           | Konstrukteur         | Punkte |
| ---- | ---------------- | -------------------- | ------ |
| 12   | Felipe Nasr      | Sauber-Ferrari       | 16     |
| 13   | Sergio Pérez     | Force India-Mercedes | 15     |
| 14   | Pastor Maldonado | Lotus-Mercedes       | 12     |
| 15   | Fernando Alonso  | McLaren-Honda        | 11     |
| 16   | Carlos Sainz jr. | Toro Rosso-Renault   | 9      |
| 17   | Jenson Button    | McLaren-Honda        | 6      |
| 18   | Marcus Ericsson  | Sauber-Ferrari       | 6      |
| 19   | Roberto Merhi    | Marussia-Ferrari     | 0      |
| 20   | Will Stevens     | Marussia-Ferrari     | 0      |
| –    | Kevin Magnussen  | McLaren-Honda        | 0      |

### Konstrukteurswertung
| Pos. | Konstrukteur         | Punkte |
| ---- | -------------------- | ------ |
| 1    | Mercedes             | 383    |
| 2    | Ferrari              | 236    |
| 3    | Williams-Mercedes    | 151    |
| 4    | Red Bull-Renault     | 96     |
| 5    | Force India-Mercedes | 39     |

| Pos. | Konstrukteur       | Punkte |
| ---- | ------------------ | ------ |
| 06   | Lotus-Mercedes     | 35     |
| 07   | Toro Rosso-Renault | 31     |
| 08   | Sauber-Ferrari     | 22     |
| 09   | McLaren-Honda      | 17     |
| 10   | Marussia-Ferrari   | 0      |